# Microcephalops rufopictus
Microcephalops rufopictus är en tvåvingeart som först beskrevs av Hardy 1962.  Microcephalops rufopictus ingår i släktet Microcephalops och familjen ögonflugor. Inga underarter finns listade i Catalogue of Life.